# Sukaraja (Mekakau Ilir)
Sukaraja is een bestuurslaag in het regentschap Ogan Komering Ulu Selatan van de provincie Zuid-Sumatra, Indonesië. Sukaraja telt 996 inwoners (volkstelling 2010).